# 山内麻理
山内 麻理（やまうち まり）は、日本の実業家、経営学者（雇用システムの多様化と国際比較・教育システムやコーポレートガバナンスとの制度的補完性）。学位は博士（商学）（慶應義塾大学・2012年）。日興アセットマネジメント株式会社取締役。
UBS証券株式会社にてManaging Directorなどを歴任した。

## 来歴
上智大学学国語学部卒業。2003年11月にイギリスのロンドン・スクール・オブ・エコノミクスの修士課程を修了し、Master of Scienceの学位を取得。2009年3月に慶應義塾大学大学院の博士課程を単位取得満期退学した。なお、2012年に博士（商学）の学位を授与されている。
2005年8月にUBS証券のManaging Directorに就任し、2011年10月まで務めた。また、2012年8月から2013年7月にかけて、アメリカ合衆国のカリフォルニア大学バークレー校にて客員研究員を兼任した。2014年4月から2016年3月にかけては、フランスの国立労働経済社会研究所で客員研究員を兼任した。並行して、2014年4月から2019年3月にかけて、同志社大学の客員教授を兼任した。2018年7月、日興アセットマネジメントの取締役に就任した。また、同年9月より国際教養大学の国際教養学部にて客員教授を兼任した。2022年6月、サクサホールディングス社外取締役。

## 著書

### 単著
・雇用システムの多様化と国際的収斂―グローバル化への変容プロセス（慶応義塾大学出版会、2013年）

### 編著
・欧州の教育・雇用制度と若者のキャリア形成―国境を越えた流動化と国際化への指針（共編　藤本昌代、野田文香、白桃書房、2019年）

### 分担執筆
・「日本型」戦略の変化：経営戦略と人事戦略の補完性から探る（須田敏子編、東洋経済新報社 2015年）

### 訳書
・外資が変える日本的経営（著：ジョージ・オルコット、共訳：平尾光司、宮本光晴、日本経済新聞出版社、2010年）
・コーチングアクロスカルチャーズ―国籍、業種、価値観の違いを超えて結果を出すための7つの枠組み（著：フィリップ・ロジンスキー、監訳、プレジデント社、2015年）

### 論文
・research map ：山内 麻理

## 賞歴
2013年　労働関係図書優秀賞受賞
2014年　日本労務学会学術賞受賞
2020年　大学教育学会選書（JACUE セレクション）入賞